# レモ・フロイラー
レモ・フロイラー（Remo Freuler, 1992年4月15日 - ）は、スイス・エネンダ出身のサッカー選手。セリエA・ボローニャ所属。スイス代表。ポジションはMF。

## 経歴

### クラブ
チャレンジリーグのFCヴィンタートゥールで育成され、2010年5月1日のシャフハウゼン戦でデビュー。翌2010-11シーズンにはスーパーリーグのグラスホッパーへ移籍したが1年半で12試合の出場に留まり、2011-12シーズン途中に古巣のFCヴィンタートゥールへ復帰。2014年にFCルツェルンへ移籍し2014-15シーズンには7得点を挙げた。
2016年1月19日、イタリア・セリエAのアタランタBCへ移籍。
2022年8月14日、ノッティンガム・フォレストFCへ移籍。
2023年9月1日、ボローニャFCに買取義務付きのレンタルで移籍した。

### 代表
世代別スイス代表に選出されている。2022年、ワールドカップカタール大会ではグループリーグ最終節のセルビア戦では決勝ゴールを挙げて決勝トーナメント進出に貢献した。

## 代表歴

### 出場大会
- スイス代表
  - 2018 FIFAワールドカップ
  - 2022 FIFAワールドカップ
  - UEFA EURO 2024

### 試合数
- 国際Aマッチ 63試合 8得点（2017年-）[6]

| スイス代表 | 国際Aマッチ | 国際Aマッチ |
| 年         | 出場        | 得点        |
| ---------- | ----------- | ----------- |
| 2017       | 7           | 0           |
| 2018       | 7           | 0           |
| 2019       | 7           | 1           |
| 2020       | 4           | 2           |
| 2021       | 15          | 1           |
| 2022       | 13          | 2           |
| 2023       | 10          | 2           |
| 2024       |             |             |
| 通算       | 63          | 8           |